# نظریه مغز هولونومیکی
نظریه مغز هولونومیک شاخه‌ای از علوم اعصاب است که ایده شکل‌گیری هوشیاری بر اثر مکانیک کوانتومی در یا بین سلول‌های مغزی را بررسی می‌کند. هولونومیک به بازنمایی‌هایی در فضای فاز هیلبرت اشاره دارد که توسط هر دو مختصات طیفی و فضا-زمان تعریف می‌شوند. نظریه مغز هولونومیک توسط علوم اعصاب سنتی که رفتار مغز را با بررسی الگوهای نورون‌ها و شیمی پیرامون آن مطالعه می‌کند، مورد مخالفت قرار می‌گیرد.
این نظریه خاص هوشیاری کوانتومی توسط دانشمند علوم اعصاب کارل اچ. پریبرام در ابتدا با همکاری فیزیکدان دیوید بوهم و بر اساس نظریه‌های اولیه هولوگرام‌ها که اصالتاً توسط دنیس گابور فرمول‌بندی شده بود، توسعه یافت. این نظریه شناخت انسانی را با مدل‌سازی مغز به عنوان یک شبکه ذخیره‌سازی هولوگرافیک توصیف می‌کند. پریبرام پیشنهاد می‌کند که این فرایندها شامل نوسانات الکتریکی در شبکه‌های دندریتی ظریف مغز می‌شوند که با پتانسیل‌های عملی شناخته‌شده‌تر مربوط به آکسون‌ها و سیناپس‌ها متفاوت هستند. این نوسانات موج هستند و الگوهای تداخل امواج ایجاد می‌کنند که در آن‌ها حافظه به‌طور طبیعی رمزگذاری می‌شود، و تابع موج را می‌توان با تبدیل فوریه تحلیل کرد.
گابور، پریبرام و دیگران شباهت‌های بین این فرآیندهای مغزی و ذخیره‌سازی اطلاعات در یک هولوگرام را که آن نیز می‌تواند با تبدیل فوریه تحلیل شود، مشاهده کردند. در یک هولوگرام، هر بخش از هولوگرام با اندازه کافی، تمام اطلاعات ذخیره‌شده را در خود دارد. در این نظریه، یک قطعه از حافظه بلندمدت به‌طور مشابه در یک شاخه دندریتی توزیع می‌شود، به طوری که هر بخش از شبکه دندریتی حاوی تمام اطلاعات ذخیره‌شده در کل شبکه است. این مدل امکان جنبه‌های مهمی از هوشیاری انسان را فراهم می‌کند، از جمله حافظه تداعی‌گر سریع که امکان ارتباط بین قطعات مختلف اطلاعات ذخیره‌شده را فراهم می‌کند و غیرموضعی بودن ذخیره‌سازی حافظه (یک خاطره خاص در یک مکان خاص ذخیره نمی‌شود، یعنی یک خوشه خاص از نورون‌ها).